# Virey-le-Grand
Pour les articles homonymes, voir Virey (homonymie).
Virey-le-Grand est une commune française située dans le département de Saône-et-Loire, en région Bourgogne-Franche-Comté.

## Géographie

### Climat
Pour des articles plus généraux, voir Climat de la Bourgogne-Franche-Comté et Climat de Saône-et-Loire.
En 2010, le climat de la commune est de type climat océanique dégradé des plaines du Centre et du Nord, selon une étude du Centre national de la recherche scientifique s'appuyant sur une série de données couvrant la période 1971-2000. En 2020, Météo-France publie une typologie des climats de la France métropolitaine dans laquelle la commune est dans une zone de transition entre le climat océanique altéré et le climat océanique altéré et est dans la région climatique Bourgogne, vallée de la Saône, caractérisée par un bon ensoleillement (1 900 h/an), un été chaud (18,5 °C), un air sec au printemps et en été et des vents faibles.
Pour la période 1971-2000, la température annuelle moyenne est de 11 °C, avec une amplitude thermique annuelle de 18 °C. Le cumul annuel moyen de précipitations est de 806 mm, avec 11 jours de précipitations en janvier et 7,3 jours en juillet. Pour la période 1991-2020, la température moyenne annuelle observée sur la station météorologique de Météo-France la plus proche, « Chalon-Champforgueil », sur la commune de Champforgeuil à 3 km à vol d'oiseau, est de 11,4 °C et le cumul annuel moyen de précipitations est de 736,5 mm. 
La température maximale relevée sur cette station est de 39,7 °C, atteinte le 12 août 2003 ; la température minimale est de −17,6 °C, atteinte le 20 décembre 2009,,.
Les paramètres climatiques de la commune ont été estimés pour le milieu du siècle (2041-2070) selon différents scénarios d'émission de gaz à effet de serre à partir des nouvelles projections climatiques de référence DRIAS-2020. Ils sont consultables sur un site dédié publié par Météo-France en novembre 2022.

## Urbanisme

### Typologie
Au 1er janvier 2024, Virey-le-Grand est catégorisée ceinture urbaine, selon la nouvelle grille communale de densité à sept niveaux définie par l'Insee en 2022.
Elle est située hors unité urbaine. Par ailleurs la commune fait partie de l'aire d'attraction de Chalon-sur-Saône, dont elle est une commune de la couronne,. Cette aire, qui regroupe 109 communes, est catégorisée dans les aires de 50 000 à moins de 200 000 habitants,.

### Occupation des sols
L'occupation des sols de la commune, telle qu'elle ressort de la base de données européenne d’occupation biophysique des sols Corine Land Cover (CLC), est marquée par l'importance des territoires agricoles (76,8 % en 2018), en diminution par rapport à 1990 (79,1 %). La répartition détaillée en 2018 est la suivante : terres arables (69,2 %), forêts (14,8 %), zones agricoles hétérogènes (7,6 %), zones urbanisées (7,4 %), zones industrielles ou commerciales et réseaux de communication (1 %). L'évolution de l’occupation des sols de la commune et de ses infrastructures peut être observée sur les différentes représentations cartographiques du territoire : la carte de Cassini (XVIIIe siècle), la carte d'état-major (1820-1866) et les cartes ou photos aériennes de l'IGN pour la période actuelle (1950 à aujourd'hui).

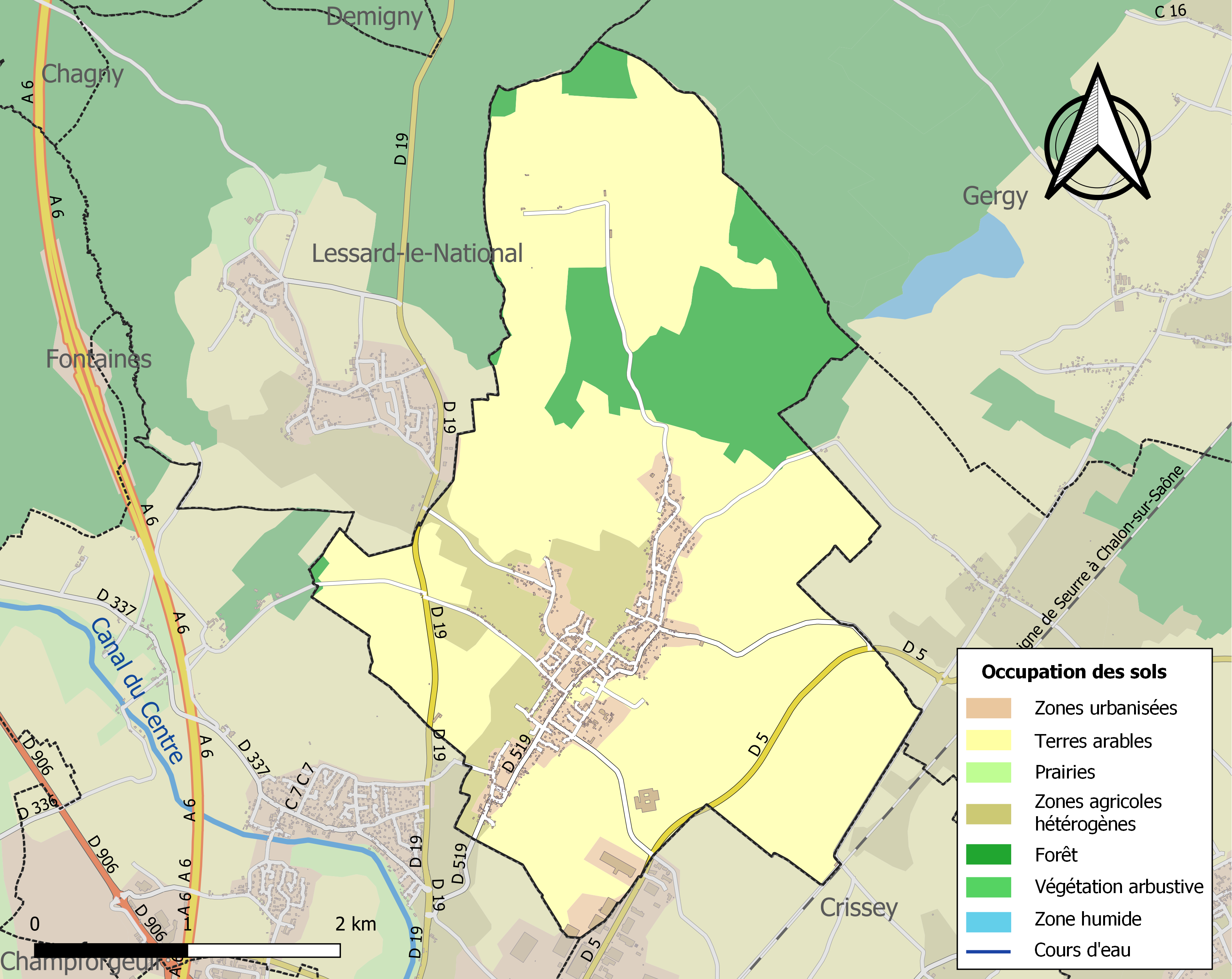
Carte des infrastructures et de l'occupation des sols de la commune en 2018 (CLC).

## Histoire
Le Deffend fut au départ l'unique lieu habité. Il forma, avec le Petit Virey, l'essentiel du village bientôt rejoint par les hameaux du Grand Virey et du Défriché qui n'a jamais compté que cinq à six habitations. On estime que le bourg ne s'est véritablement formé qu'aux environs de 1850.
La population vécut longtemps du travail de la terre et de l'exploitation de la forêt, très vaste autrefois, usant aussi de l’une des ressources naturelles de la région : l'argile. La tuilerie se trouvait presque au centre du bourg qui comptait également une huilerie. Pour finir, On notait l'existence d’un moulin seigneurial sis à l'emplacement actuel du plan d'eau, et celle d’un moulin à vent situé au lieu-dit « Baragnon » (terrain proche de la déchetterie). Quant à l'église actuelle, de style roman à trois nefs, construite vers 1852, elle remplaça un édifice plus ancien au clocher remarquable. C'était l'un des plus beaux du diocèse, muni d'une tour carrée à deux étages de baies géminées en plein cintre. Elle était surmontée d'une flèche en pyramide de pierre à quatre rampants.
À présent, tous les hameaux sont reliés par des constructions nouvelles et un habitat dispersé, caractéristique de la plaine de la Saône qui a, au fil des ans, évolué en zones pavillonnaires. Commune de 1 305 habitants -au dernier recensement- pour une surface de 1 200 hectares, elle fait partie des communes de la deuxième couronne de l'agglomération chalonnaise. La population y est essentiellement jeune. Bien que proche d’une grande ville, Virey-le-Grand a su garder son identité en maintenant un cœur de village avec commerces, écoles, bâtiments publics. On y trouve également un tissu associatif important comme Vir'Echec, Coup de Theatre, SVLF, etc.

## Politique et administration

### Listes des maires
| Période                                  | Période   | Identité           | Étiquette | Qualité           |
| ---------------------------------------- | --------- | ------------------ | --------- | ----------------- |
| Les données manquantes sont à compléter. |           |                    |           |                   |
| juin 1995                                | mars 2008 | Gérard Laurent     | DVG       | Cadre commercial  |
| mars 2008                                | mars 2014 | Pascal Boissard    | DVG       |                   |
| mars 2014                                | En cours  | Guillaume Thiébaut | SE        | Agent de maîtrise |

### Canton et intercommunalité
La commune fait partie du Grand Chalon.

## Population et société

### Démographie

#### Évolution démographique
L'évolution du nombre d'habitants est connue à travers les recensements de la population effectués dans la commune depuis 1793. Pour les communes de moins de 10 000 habitants, une enquête de recensement portant sur toute la population est réalisée tous les cinq ans, les populations de référence des années intermédiaires étant quant à elles estimées par interpolation ou extrapolation. Pour la commune, le premier recensement exhaustif entrant dans le cadre du nouveau dispositif a été réalisé en 2004.

En 2022, la commune comptait 1 393 habitants, en évolution de +4,82 % par rapport à 2016 (Saône-et-Loire : −1,06 %, France hors Mayotte : +2,11 %).
| 1793 | 1800 | 1806 | 1821 | 1831 | 1836 | 1841 | 1846 | 1851 |
| ---- | ---- | ---- | ---- | ---- | ---- | ---- | ---- | ---- |
| 401  | 470  | 453  | 398  | 431  | 527  | 479  | 515  | 511  |

| 1856 | 1861 | 1866 | 1872 | 1876 | 1881 | 1886 | 1891 | 1896 |
| ---- | ---- | ---- | ---- | ---- | ---- | ---- | ---- | ---- |
| 529  | 516  | 537  | 477  | 511  | 494  | 520  | 524  | 504  |

| 1901 | 1906 | 1911 | 1921 | 1926 | 1931 | 1936 | 1946 | 1954 |
| ---- | ---- | ---- | ---- | ---- | ---- | ---- | ---- | ---- |
| 495  | 473  | 464  | 427  | 404  | 397  | 401  | 383  | 406  |

| 1962 | 1968 | 1975 | 1982 | 1990 | 1999  | 2004  | 2006  | 2009  |
| ---- | ---- | ---- | ---- | ---- | ----- | ----- | ----- | ----- |
| 424  | 478  | 573  | 666  | 931  | 1 171 | 1 318 | 1 338 | 1 282 |

| 2014  | 2019  | 2022  | - | - | - | - | - | - |
| ----- | ----- | ----- | - | - | - | - | - | - |
| 1 324 | 1 366 | 1 393 | - | - | - | - | - | - |